# Encarsia perconfusa
Encarsia perconfusa är en stekelart som beskrevs av Evans och Abd-rabou 2005. Encarsia perconfusa ingår i släktet Encarsia och familjen växtlussteklar.
Artens utbredningsområde är Egypten. Inga underarter finns listade i Catalogue of Life.